# Río Mataje
 (avril 2014).
Le río Mataje est une rivière de Colombie et d'Équateur et un affluent du fleuve le Río Mira.

## Géographie
Le río Mataje prend sa source en Colombie dans le département de Nariño, tout près de la côte Pacifique, dans la baie Ancón de Sardinas. Il coule ensuite vers l'est, avant de rejoindre le río Mira, qui lui-même se jette dans l'océan Pacifique.
Sur la plus grande partie de sa longueur, le río Mataje marque la frontière entre la Colombie et l'Équateur.